# 海神号 (水下航行器)
海神号是一部由美國伍兹霍尔海洋研究所（WHOI）制造的混合型水下机器人（HROV，遥控潜水器和自主水下載具的混合）。可在水下11,000公尺（36,000英尺）进行作业，并探测世界大洋的最深处太平洋马里亚纳海沟挑战者深渊。海神号是以希腊海神的名字命名的。它于2009年5月开始了它到深海挑战者深渊的航行，在2009年5月31日到达了最深处。
2014年5月10日，在當地時間下午2點左右，海神號在克馬德克海溝進行在9,900米（32500英尺）的深度潛水時失去訊息，相信是高達16,000磅每平方英寸的極壓（110造成MPA）所這成的。當標準應急救援方案均告失敗，搜救團隊開始在附近潛水地點搜索。然後，他們發現了幾件雜物的表面附近其後被證實為海神號的部件，證明了災難性的內爆。船員正在搜索碎片，以確認其身份，並發現有關故障性質的更多訊息。